# 85 (číslo)
Osmdesát pět je přirozené číslo. Následuje po číslu osmdesát čtyři a předchází číslu osmdesát šest. Řadová číslovka je osmdesátý pátý nebo pětaosmdesátý. Římskými číslicemi se zapisuje LXXXV.

## Matematika
Osmdesát pět je
- bezčtvercové celé číslo
- deficientní číslo
- nepříznivé číslo.
- v desítkové soustavě nešťastné číslo

## Chemie
- 85 je atomové číslo astatu, neutronové číslo druhého nejméně běžného přírodního izotopu neodymu a samaria a nukleonové číslo běžnějšího z obou přírodních izotopů rubidia (tím méně běžným je 87Rb)[1]

## Roky
- 85
- 85 př. n. l.